# 栄和村
栄和村（えいわむら）は福島県北会津郡にあった村。現在の会津若松市町北町各町・高野町各町・インター西および駅前町の一部にあたる。

## 地理
- 河川：旧湯川、溷川（不動川）

## 歴史
- 1889年（明治22年）4月1日 - 町村制の施行により、上高野村、始村、藤室村、中沢村、中沼村、木流村、柳川村、界沢村、石堂村、上荒久田村の区域をもって発足。
- 1903年（明治36年）6月6日 - 大字始・中沢・石堂・藤室・上荒久田に町北村、大字中沼・木流・柳川・界沢・上高野に高野村がそれぞれ発足。同日栄和村廃止。

## 交通

### 鉄道路線
- 岩越鉄道
  - 岩越鉄道線（現・磐越西線）
    - 若松駅

### 道路
現在は旧村域に磐越自動車道の会津若松インターチェンジが所在するが、当時は未開通。